# Ancien Palais du Trocadéro
O Ancien Palais du Trocadéro foi um palácio de exposições existente no 16º arrondissement de Paris. 

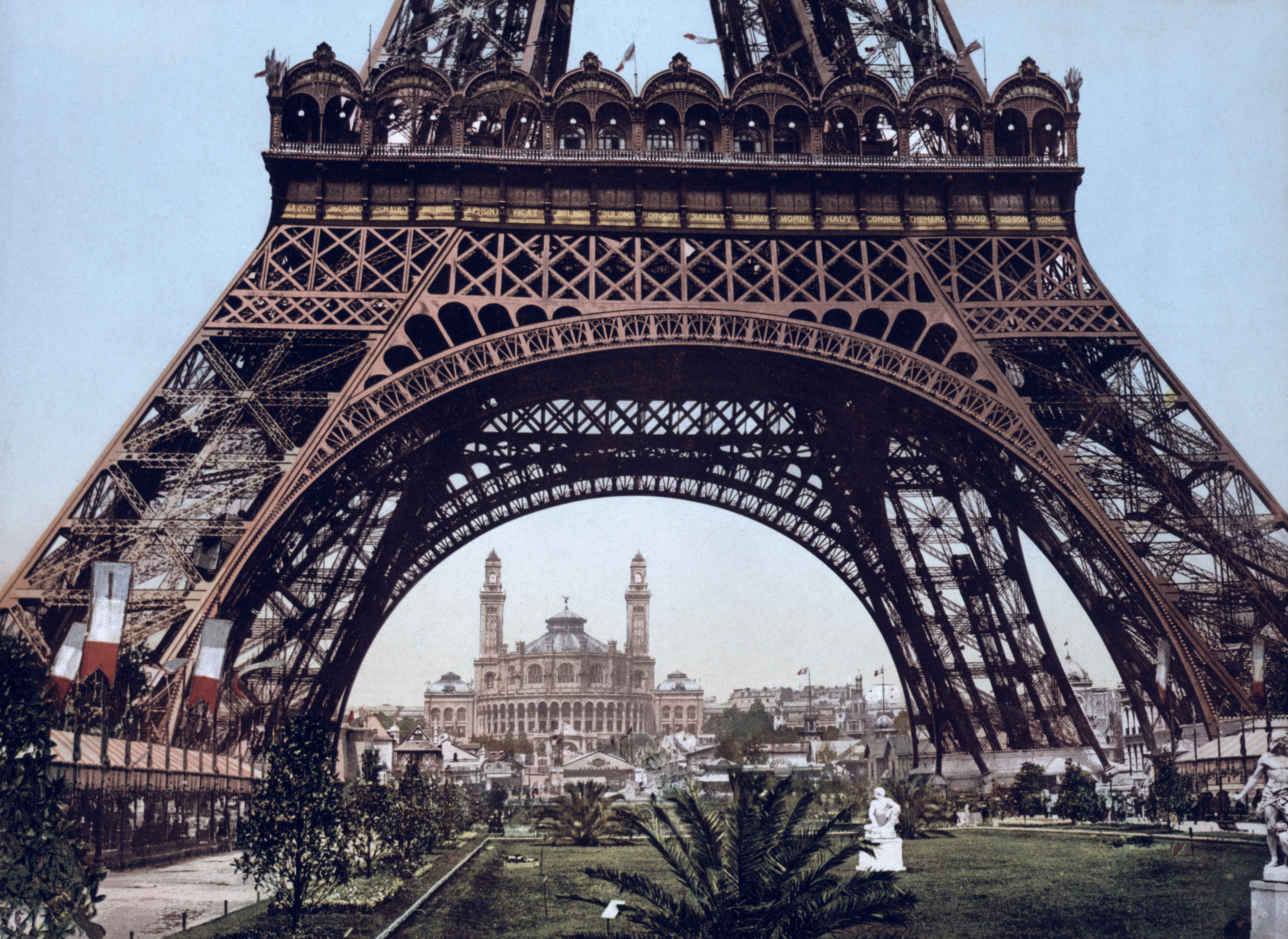
O Ancien Palais du Trocadéro visto através da Torre Eiffel.

O palácio era uma construção de inspiração mourisca realizada pelos arquitectos Gabriel Davioud e Jules Bourdais para a Exposição Universal de Paris de 1878. Foi destruído e substituido pelo Palais de Chaillot para a Exposição Universal de Paris de 1937. Acolheu, até à sua destruição, o Museu dos Monumentos Franceses (Musée des monuments français) criado por Alexandre Lenoir. O Jardim do Trocadéro foi realizado por Jean-Charles Alphand. 
Como o actual Palais de Chaillot, o Ancien Palais du Trocadéro comportava duas alas em forma de semi-círculo, cuja estrutura foi, efectivamente, conservada. Contudo, o palácio desenhado por Davioud reunia-as por uma parte central (no lugar onde se encontra actualmente a esplanada), circular e flanqueada por duas torres, no estilo mourisco ou neo-bizantino, o que não acontece com o actual Palais de Chaillot.